# سیبر
سیبر (انگلیسی: Sabre) شرکت الکترونیک آمریکایی است، که در سال ۱۹۶۰ تأسیس شد.